# Додонов Олександр Дмитрович
Олександр Дмитрович Додонов  (18 листопада 1946, місто Ашхабад, тепер Ашгабад, Туркменістан — 10 січня 2018, місто Москва, Російська Федерація) — туркменський радянський діяч, заступник голови Кабінету міністрів Туркменістану.

## Життєпис
У 1965 році закінчив Ашхабадський гідробудівний технікум Туркменської РСР.
Трудову діяльність розпочав у 1965 році майстром будівельно-монтажного управління «Хаузханводбуд» управління «Каракумбуд» Туркменської РСР.
Член КПРС з 1968 року до грудня 1991 року.
У 1976 році закінчив Туркменський політехнічний інститут за спеціальністю «інженер-економіст».
До 1977 року служив у Радянській армії.
У 1977—1978 роках — майстер, виконроб рухомого механізованого комплексу № 9, виконроб будівельного управління тресту «Туркменнафтогазбуд», старший виконроб, головний інженер рухомого механізованого комплексу № 34 тресту «Копетдагсільбуд» Міністерства сільського будівництва Туркменської РСР.
У 1978 — грудні 1986 року — заступник завідувача відділу водного господарства та сільського будівництва ЦК КП Туркменії.
Закінчив Ташкентську Вищу партійну школу за спеціальністю «Політологія».
У грудні 1986 — квітні 1991 року — 1-й секретар Туркен-Калинського районного комітету КП Туркменії Марийської області.
Одночасно в 1990 — квітні 1991 року — голова Туркмен-Калинської районної ради народних депутатів Марийської області.
16 квітня — 16 грудня 1991 року — 2-й секретар ЦК КП Туркменістану та голова Комісії з партійної роботи та кадрової політики ЦК КП Туркменістану.
З вересня 1991 до листопада 1994 року — заступник голови Верховної Ради Туркменської РСР, заступник голови Меджлісу Туркменістану.
З 7 листопада 1994 до 14 квітня 1998 року — начальник Служби контролю президента Туркменістану.
З 27 грудня 1994 до 5 серпня 1997 року — виконавчий директор Міжнародного фонду Сапармурата Туркменбаші.
З 22 серпня 1996 до 14 квітня 1998 року — заступник голови Кабінету міністрів Туркменістану.
З 11 жовтня 1996 до 16 липня 1998 року — міністр меліорації та водного господарства Туркменістану.
Після відставки переїхав до Російської Федерації. 17 квітня 2002 року заявив про перехід у відкриту політичну опозицію режиму Сапармурата Ніязова.
Помер 10 січня 2018 року в Москві.

## Нагороди
- медаль «Гайрат» (Туркменістан) (1993)
- медаль «За любов до Вітчизни» (Туркменістан) (1996)